# Кринипеллис опоясанный
Crinipellis zonata (лат.) — небольшой коричневый гриб семейства Marasmiaceae. Характерной особенностью Crinipellis zonata является волосообразный покров плодового тела и относительно крупная для рода Crinipellis шляпка гриба (до 2,5 см в диаметре). Растёт на мёртвой древесине листопадных деревьев с позднего лета до осени. Распространён в основном в Северной Америке, встречается также в Португалии и Корее. Пригодность для употребления в пищу неизвестна.

## Описание

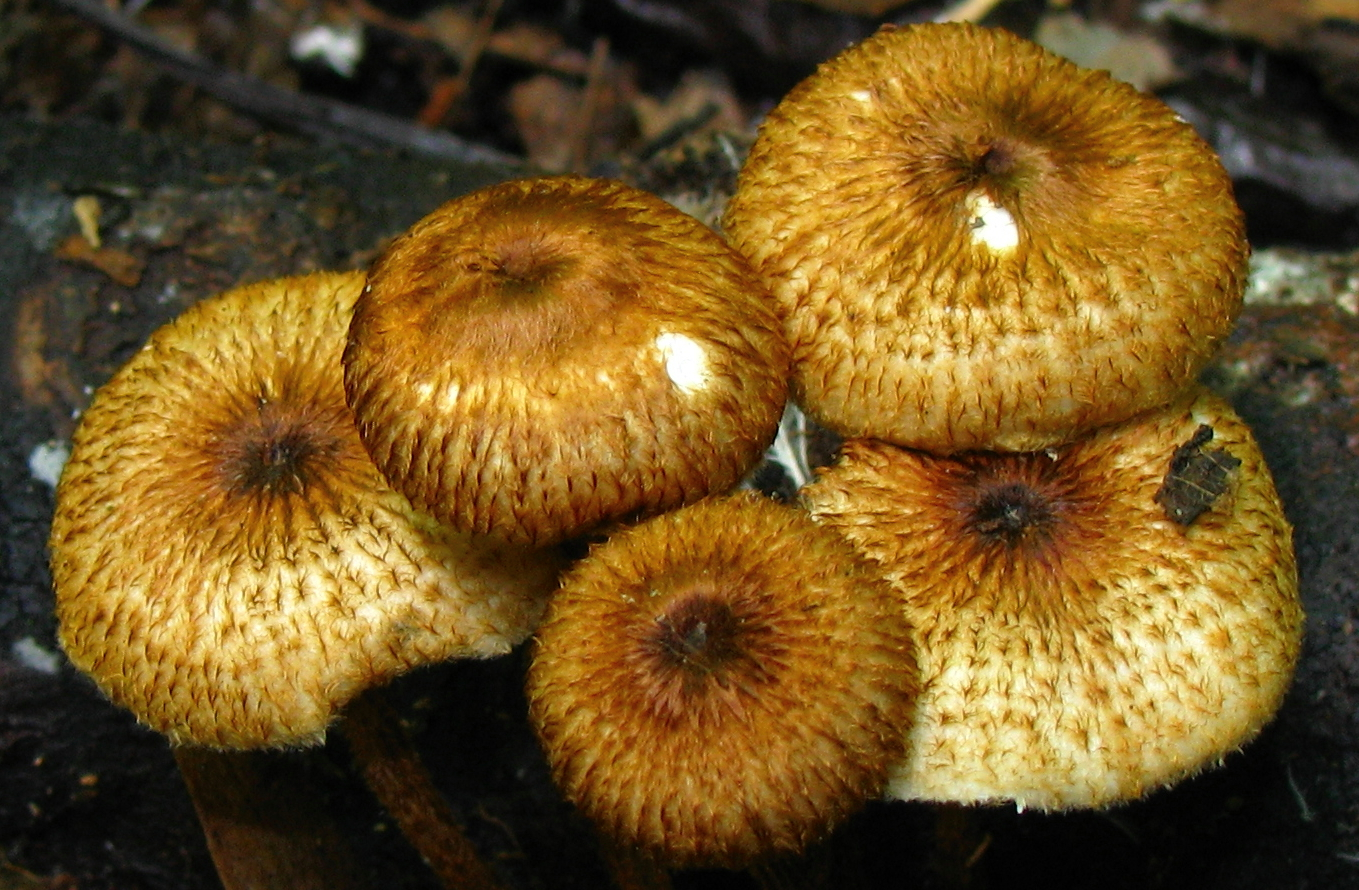
Группа Crinipellis zonata, растущая на разлагающейся древесине

Crinipellis zonata — небольшой коричневый гриб, шляпка достигает 2,5 см в диаметре вогнутой формы, покрыта густым волосообразным покровом, сухая. В центре шляпки, как правило, имеется небольшое углубление. Часто наблюдаются цветовые и текстурные концентрические круги. Цвет шляпки — жёлто-коричневый или кремовый, цвет ворсинок — жёлто-коричневый. Пластинки — белые, частые и узкие, отделены от ножки. The gills do not discolour. Ножка высотой от 25 до 50 мм и толщиной 1—2 мм, также как и шляпка, покрыта ворсинками, полая внутри. Шляпка включает небольшой слой белой мякоти.
Споровый порошок — белый, эллиптические споры — от 3—5 до 4—6 мкм.